# Jaskier karłowaty
Jaskier karłowaty (Ranunculus pygmaeus Wahlenb.) – gatunek rośliny z rodziny jaskrowatych (Ranunculaceae Juss.). Występuje naturalnie w środkowej i północno-wschodniej części Alp, na Półwyspie Skandynawskim, Wyspach Owczych, Svalbardzie, Islandii, Grenlandii, w północnej i zachodniej Kanadzie oraz na Alasce oraz w Tatrach po stronie słowackiej.

## Morfologia
PokrójBylina.
LiścieSą trójdzielne. W zarysie mają nerkowaty, eliptyczny lub prawie okrągły kształt. Mierzą 0,5–1 cm długości oraz 0,5–1,5 cm szerokości. Nasada liścia ma kształt od prawie sercowatego do uciętego. Brzegi są całobrzegie. Wierzchołek jest zaokrąglony lub tępy. Ogonek liściowy jest nagi i ma 1,5–9 cm długości.
KwiatySą pojedyncze. Pojawiają się na szczytach pędów. Mają 5 eliptycznych działek kielicha, które dorastają do 2–4 mm długości. Mają 5 odwrotnie owalnych płatków o długości 1–4 mm.
OwoceNagie niełupki o długości 1–2 mm. Tworzą owoc zbiorowy – wieloniełupkę o kulistym lub cylindrycznym kształcie i dorastającą do 2–5 mm długości.

## Biologia i ekologia
Rośnie na łąkach, w miejscach, gdzie zalega śnieg. Występuje na wysokości do 4000 m n.p.m. – w południowej części swojego zasięgu rośnie na obszarze górskim. Kwitnie od lipca do września. 